# 越南割舌树
越南割舌树（学名：Walsura cochinchinensis）为楝科割舌树属下的一个种。

## 扩展阅读
- 維基物種上的相關：越南割舌树